# Song of the Falklands
Song of the Falklands (Canción de las Malvinas) es el himno local, no oficial, de las islas Malvinas. Se utiliza en la participación de los kelpers en los Juegos de la Mancomunidad.
Fue creado por Christopher Lanham, un profesor de Hampshire cuando trabajó en la isla Gran Malvina en la década de 1930.

## Nuevo himno
A principios de 2015, el empresario británico y ex legislador Dick Sawle presentó lo que el denominó un nuevo himno para las islas. Tiene cuatro estrofas y se titula «Malvinas Libres y Justas». La primera mitad del himno propuesto hace referencia a la geografía de las islas, mientras que la otra concluye mencionando a los soldados caídos durante la guerra de 1982. La composición musical estuvo a cargo del director de la banda de los Marinos Reales británicos, Jase Burcham.

## Letra
| Original |  | Traducción al español |
| --- |  | --- |
| In my heart there’s a call for the isles far away Where the wind from the Horn often wanders at play. Where the kelp moves and swells to the wind and the tide And penguins troop down from the lonely hillside.  |  | En mi corazón hay un llamado a las islas lejanas Donde el viento del Cabo de Hornos a menudo deambula jugando. Donde las algas se mueven y se hinchan hacia el viento y la marea Y los pingüinos bajan en tropel desde la ladera solitaria. |
| Estribillo: |  | |
| Those isles of the sea are calling to me The smell of the camp fire a dear memory. Though far I may roam, some day I’ll come home To the islands, the Falklands, the isles of the sea.                            |  | Esas islas del mar me están llamando El olor del campamento dispara un querido recuerdo. Aunque lejos pueda vagar, algún día volveré a casa A las islas, las Malvinas, las islas del mar.                                                   |
| |  | |
| There’s a camp house down yonder I’m longing to see, Though it’s no gilded palace it’s there I would be. Just to be there again I would race o’er the foam, For that lone house so far is my own home sweet home. |  | Hay una casa de campo allá abajo que anhelo ver, Aunque no es un palacio dorado, allí estaría yo. Solo para estar allí otra vez, correría sobre la espuma, Para esa casa solitaria hasta ahora es mi propio hogar, dulce hogar.             |
| Estribillo: |  | |
| Now we’re off to the Falklands, so wild and so free, Where there’s tussock and kelp and the red diddle-dee, And the wild rugged beauty that thrills more than me Is bred in the bones on the isles of the sea.    |  | Ahora nos vamos a las Malvinas, tan salvajes y tan libres, Donde hay mechón y algas marinas y el rojo diddle-dee, Y la belleza salvaje y agreste que emociona más que yo Se cría en los huesos de las islas del mar.                        |